# Nargeseh
Nargeseh (persiska: نارگيز بالَ, نارگيز, نرگسه) är en ort i Iran.   Den ligger i provinsen Lorestan, i den västra delen av landet, 400 km sydväst om huvudstaden Teheran. Nargeseh ligger 1 279 meter över havet och antalet invånare är 143.
Terrängen runt Nargeseh är varierad. Runt Nargeseh är det ganska tätbefolkat, med 72 invånare per kvadratkilometer. Närmaste större samhälle är Vasīān, 9,6 km söder om Nargeseh. Omgivningarna runt Nargeseh är i huvudsak ett öppet busklandskap.